# Associazione Calcio Mestre 2016-2017
Questa voce raccoglie le informazioni riguardanti la S.S.D. Associazione Calcio Mestre nelle competizioni ufficiali della stagione 2016-2017.

## Risultati

### Serie D

#### Poule scudetto
| Arbitro: | Luciani (Roma) |

|                        |           |          |
| Sottovia 75’ Bussi 87’ | Marcatori | 68’ Papa |

| Arbitro: | Di Cairano (Ariano Irpino) |

|                                  |           |              |
| Barzotti 35’, 59’ Ferrario 90+1’ | Marcatori | 33’ Sottovia |